# 当代記
『当代記』（とうだいき）は、寛永年間（1624年 - 1644年）頃に成立したとされる史書である。編纂者は松平忠明と言われるが、確証は無いため不詳である。全九巻九冊。太田牛一の『信長公記』を中心に他の記録資料を再編した二次史料である。『史籍雑纂』第2に収録されている。

## 概略
編纂者とされる松平忠明（1583年-1644年）は、奥平信昌の子で、母は徳川家康の娘の亀姫であるため、家康の外孫にあたる。大坂藩や姫路藩主を歴任して、江戸幕府大政参与を勤めた。
ただし、当書の言語的特徴は忠明と同時期の慶長・寛永期の特徴を有していると指摘されるものの、忠明の筆であることを疑問視して、複数の編者がいたとする説もある。
内容は、徳川家康の業績を中心にして、天文年間の三好氏の事跡から織田信長の上洛を経て、江戸時代初期の慶長20年（1615年）の期間の出来事を記しており、戦国期から江戸時代初期の政治社会・文化・分次・災害・世相等を知る上では比較的史料価値が高いと評価されている。信長時代に関しても、他の資料に見られない考証を重ねられた内容も散見できるが、『信長公記』を小瀬甫庵が大衆向けに脚色した『信長記』からの影響が認められる部分が多くあるなど、信憑性には不確かな部分も多い。

## 書籍情報
- 松平忠明 著「国立国会図書館デジタルコレクション 当代記」、国書刊行会 編『史籍雑纂. 第二』国書刊行会〈国書刊行会刊行書〉、1912年。国立国会図書館書誌ID:000000874543